# Gregorian Bivolaru
 (1er décembre 2023).
Le texte peut changer fréquemment, n’est peut-être pas à jour et peut manquer de recul. 
Le titre et la description de l'acte concerné reposent sur la qualification juridique retenue lors de la rédaction de l'article et peuvent évoluer en même temps que celle-ci.
Gregorian Bivolaru également connu sous le nom de Magnus Aurolsson, né le 13 mars 1952, est un gourou et un criminel roumain.
Il est le fondateur du Mouvement pour l'intégration spirituelle dans l'Absolu (MISA) également connu comme la fédération de yoga Atman, ou association Yoga intégral en France et reconnu comme secte.
Il est arrêté en France en novembre 2023 et mis en examen pour viols, abus de faiblesse, séquestration et traite d’êtres humains en bande organisée.

## Biographie
Gregorian Bivolaru est né à Tărtășești, județ d'Ilfov, (maintenant dans le județ de Dâmbovița), Roumanie, il a terminé ses études secondaires à Bucarest, il a rejoint la société de métro de Bucarest en tant qu'ouvrier non qualifié en 1971.
Il fonde sa première école de Yoga en 1972.

## MISA ou fédération de yoga Atman
Après la Révolution roumaine, Gregorian Bivolaru fonde le Mouvement pour l'intégration spirituelle dans l'Absolu (MISA). Le MISA se présente alors comme une association humanitaire et religieuse de type yoga et d’inspiration orientale.
La société de radiodiffusion finlandaise Yle a publié un programme sur le MISA et Gregorian Bivolaru. Dans l'émission, d'anciens membres ont été interviewés, les personnes interrogées ont décrit des activités controversées comme le vomissement comme moyen de purification. Des dérives sexuelles telles que la pornographie et les relations sexuelles entre les enseignants et les élèves sont également signalées.
En 1995, Gregorian Bivolaru quitte la direction de MISA tout en continuant à dispenser ses conférences au mouvement.
En 2008, MISA est exclu de la Fédération internationale de yoga et de l’Alliance européenne de yoga pour activités commerciales illicites. En réponse, Gregorian Bivolaru crée la Fédération européenne de yoga qui inclut tous ses centres européens.
Selon le Times of India, MISA opère actuellement sous différents noms dans différents pays : "Natha" au Danemark et au Portugal, "Tara" aux États-Unis et au Royaume-Uni et "Satya" en Inde.

## Affaires judiciaires

### Roumanie
Pendant le régime communiste, Gregorian Bivolaru est arrêté pour distribution de matériel pornographique, organisation d'orgies et pratique de magie noire,.
En 1983, un psychologue, ami proche de Bivolaru, interrogé par une jeune fille sur la possibilité de suivre les cours de Bivolaru, lui a conseillé de rester à l'écart de lui car il est un « psychopathe ».
En 1989, il est de nouveau arrêté pour la diffusion d'images obscènes de lui et de sa compagne. Les juges l'estiment alors mentalement déficient et l'envoient dans une clinique psychiatrique.
En 2004, il est une première fois inculpé pour agression sexuelle sur mineure et pour trafic de mineurs. Il tente alors, sans succès, de fuir vers la Hongrie.
En 2005, Gregorian Bivolaru se réfugie en Suède. Le pays refuse de l'extrader vers la Roumanie et lui offre alors l'asile et un nouveau nom : Magnus Aurolsson.
En 2011, un tribunal roumain juge que le fondateur de MISA a été persécuté par les autorités roumaines pour des raisons politiques
En 2013, il est finalement condamné par contumace à 6 ans de prison ferme pour des relations sexuelles avec une mineure.

### Italie
En décembre 2012, la police perquisitionne dans vingt-cinq domiciles et centres de yogis italiens. Dix-huit personnes auraient été alors poursuivies pour recrutement en vue de prostitution, pornographie, esclavage sexuel, orgies sexuelles à caractère violent. Cependant, l'affaire a été classée sans suite . 

### France
Une information judiciaire a été ouverte par le parquet de Paris en juillet 2023, pour abus de faiblesse, viols, traite des êtres humains et séquestration en bande organisée à l'encontre de la fédération de yoga Atman et Gregorian Bivolaru.
Ce dernier, ainsi qu'une quarantaine d'autres personnes liées à la fédération Atman, a été arrêté le 28 novembre 2023 par le personnel de l’office central pour la répression des violences aux personnes,.
Gregorian Bivolaru a également fait l'objet de poursuites judiciaires dans d'autres pays, et fait l'objet d'une notice de recherche par Interpol pour des faits de traite de femmes.
En 2016, Il figure dans le fichier des 28 criminels les plus recherchés d'Europe. En février, visé par un mandat d’arrêt européen, Bivolaru est arrêté à Paris. Il est désormais recherché pour pédophilie et trafics d’êtres humains,. Lors de son arrestation, Gregorian Bivolaru avait 11 000 euros en poche et était en possession de faux papiers.
Après que le tribunal de Paris ait décidé de son extradition vers la Roumanie, Gregorian Bivolaru est finalement extradé le 22 juillet 2016.
Il ne purge qu'une année de prison en Roumanie et bénéficie d’une libération anticipée.
Rapidement, il est à nouveau recherché, par Interpol cette fois, pour « traite d’êtres humains et évasion fiscale ».
Le 28 novembre 2023 il est à nouveau arrêté, en région parisienne et mis en examen pour viols aggravés, séquestration en bande organisée, traite d’êtres humains en bande organisée, abus de faiblesse par dirigeant d’un groupement poursuivant des activités créant, maintenant ou exploitant la sujétion psychologique ou physique des participants. En tout, il y a ce jour-là 41 interpellations, 15 mises en examen et 6 placements en détention provisoire.
Le 1er décembre, Bivolaru est mis en examen pour viols, abus de faiblesse, séquestration et traite d’êtres humains en bande organisée.

### Témoignages
Après son arrestation, les témoignages d'anciens adeptes commencent à être publiés par la presse. Ils montrent une vaste entreprise de manipulation mentale menant à de la prostitution en ligne ou dans des "hôtels pour adultes" à travers le monde. Le gourou, Bivolaru, encourageait les orgies lesbiennes et l'urinothérapie.
À la suite de la découverte de l'ampleur des faits, un hashtag #MeTooTantra fait son apparitions dans les réseaux sociaux.